# Biest-Houtakker

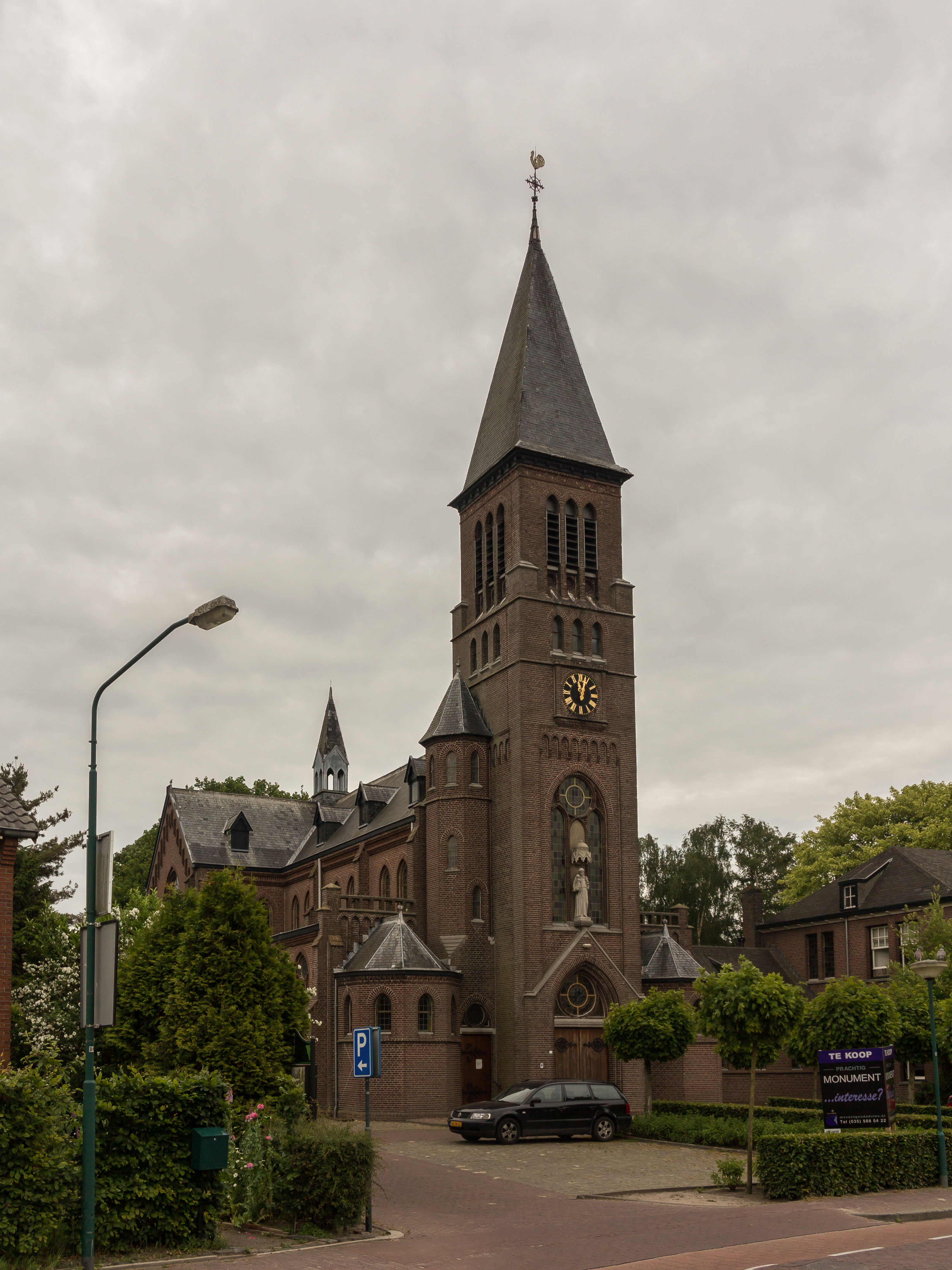
de Sint Antonius van Paduakerk

Biest-Houtakker (Brabants: Biest of De Biest) is een dorp  in de Nederlandse provincie Noord-Brabant en gelegen in de regio Kempen. Het dorp heeft 1000 inwoners en maakt deel uit van de gemeente Hilvarenbeek. Biest-Houtakker ligt aan het Wilhelminakanaal waaraan ook een passantenhaven is gelegen.

## Bezienswaardigheden
- Sint-Antonius van Paduakerk.
- Mariakapel bij de brug over het Spruitenstroompje. Deze kapel memoreert het vinden van een Mariabeeld in de beek in 1643 door vier jongelingen. Deze gebeurtenis wordt beschreven in een Geestelijk Liedeken uit 1644 en houdt mogelijk verband met de toenmalige politieke gebeurtenissen, met name de opkomende Reformatie en het zich vestigende gezag van de Republiek der Nederlanden.
- St. Jozef Kapel in Biest-Houtakker

## Cultuur en recreatie
Biest-Houtakker heeft een actief verenigingsleven met onder meer een voetbalvereniging (SVSOS), een tennisvereniging (TOB), een carnavalsvereniging (de Pinnekleuvers), een volleybalvereniging (Bivoc), een jeu des boules vereniging (Biestse Boulers), een gilde (Gilde Onze Lieve Vrouwe Broederschap), een afdeling van Jong Nederland, een toneelvereniging en een vereniging welke is afgeleid van de KVO: de BVA (Biestse Vrouwen Actief).

## Geboren
- Annie Abrahams (1954), beeldend kunstenares, kunstdocent en curator

## Nabijgelegen kernen
Hilvarenbeek, Tilburg, Diessen, Haghorst, Moergestel